# Kitchener Greenshirts
Kitchener Greenshirts je ime, ki ga je uporabljalo pet ločenih hokejskih moštev iz Kitchenerja, Ontario. Med temi je bilo moštvo v Članski amaterski A ligi, dve mladinski moštvi v Mladinski A ligi in dve mladinski moštvi v Mladinski B ligi. Ime je bilo prav tako uporabljeno za moštvo v ligi Ontario Minor Hockey Association (OMHA). 

## Člansko amatersko A moštvo (ok.1917 - ok.1938)
Kitchener Hockey Club, splošno poznan kot Kitchener Greenshirts, je bil ustanovljen zaradi vzpona lige NHL, ki je potrebovala boljši dobavni sistem mladih hokejistov. Kitchener je osvojil Allan Cup leta 1918, s tem so postali kanadski državni prvaki v članskem amaterskem hokeju na ledu. Za moštvo je od 1917 do 1923 igral vratar George Hainsworth, ki je bil kasneje sprejet v Hokejski hram slavnih lige NHL. Še en član Hrama, Earl Seibert, je leta 1928 odigral za moštvo eno tekmo. 

### NHL igralci
| - Lloyd Gross - George Hainsworth - Bingo Kampman | - Howie Mackie - Red Mitchell - Ernie Parkes | - Werner Schnarr - Earl Seibert |

## Mladinsko A moštvo (ok.1922 - ok.1938)
Prvo mladinsko moštvo Greenshirts je igralo v OHA v zgodnjih 20. letih in do izbruha druge svetovne vojne. To moštvo je opravljalo funkcijo hčerinskega moštva članskemu amaterskemu A moštvu z istim imenom. 
Moštvo je bilo znano kot Kitchener Colts, ko so leta 1923 osvojili njihov prvi pokal J. Ross Robertson Cup, ki je šel v roke mladinskim prvakom lige OHA. Coltsi so naposled v Torontu igrali z Univerzo Manitoba dvotekemsko končnico, ki je odločala o prvaku pokala Memorial Cup. Univerza je dvakrat zapored zmagala z 7-3, skupaj 14-6. 
Moštvo je kasneje tudi uradno postalo Greenshirts. Leta 1935 so zopet osvojili J. Ross Robertson Cup po diskvalifikaciji moštva Oshawa Generals, ki je v seriji igrala s hokejistom, ki ni zadoščal kriterijem lige. Odločitev o diskvalifikaciji je za Kitchener prispela prepozno, da bi izzvali moštvo Sudbury Cub Wolves. Leta 1936 so izgubili v finalu J. Ross Robertson Cupa. 
Za moštvo je igralo 5 kasnejših članov Hrama slavnih NHL: Bobby Bauer, Woody Dumart, Milt Schmidt, Earl Seibert in Babe Siebert.   

### NHL igralci
| - Bobby Bauer - Dick Behling - Woody Dumart - Lloyd Gross | - Ott Heller - Art Herchenratter - Ron Howell | - Bingo Kampman - Jack Keating - Howie Mackie - George Patterson | - Milt Schmidt - Earl Seibert - Babe Siebert |

## Mladinsko B moštvo (ok.1939 - ok.1949)
Ker je mnogo perspektivnih igralcev Mladinske A in NHL lige odšlo v vojsko, je Kitchenerju ostalo Mladinsko B moštvo, ki je zapolnilo praznino. V 40. letih sta za Mladinske B Greenshirtse igrala dva kasnejša člana Hrama slavnih NHL - Howie Meeker in Dutch Reibel. Meeker je bil v Hram sprejet sicer bolj zaradi svojega komentiranja tekem v 70. in 80. letih kot pa zaradi igralskih dosežkov. 

## Mladinsko A moštvo (1951 - 1954)
Drugo mladinsko A moštvo v OHA, znano kot Kitchener Greenshirts, je igralo od 1951 do 1954 v dvorani Kitchener Memorial Auditorium.
Moštvo je bilo odobreno kot širitveno moštvo za sezono 1951/52. Prva sezona mladinskega A moštva po vojni je bila uspešna, ker si je moštvo pridobilo na svojo stran domače navijače in premagalo rivale Waterloo Hurricanes, s čimer je postalo najboljše moštvo v somestju Kitchener-Waterloo. 
Vratar Bill Harrington je v sezoni 1951/52 osvojil nagrado Red Tilson Trophy za najizrednejšega igralca lige OHA. 
Moštvo je delovalo tri leta od 1951 do 1954. Zatem je bilo preimenovano v Kitchener Canucks, ki so kasneje postali Peterborough TPT Petes. 

### NHL igralci
| - Les Binkley - Marc Boileau - Gary Collins - Glen Cressman | - Garry Edmundson - Howie Glover - Floyd Hillman - Bob McCord | - Claude Pronovost - Myron Stankiewicz - Orval Tessier |

### Izidi
| Sezona  | Tekem | Zmag | Porazov | Remijev | TOČ | %     | GF  | GA  | Uvrstitev |
| 1951/52 | 54    | 29   | 22      | 3       | 61  | 0.565 | 231 | 213 | 6. v OHA  |
| 1952/53 | 56    | 15   | 38      | 3       | 33  | 0.295 | 181 | 239 | 8. v OHA  |
| 1953/54 | 59    | 27   | 27      | 5       | 59  | 0.500 | 236 | 211 | 5. v OHA  |

## Mladinsko B moštvo (ok.1963 - ok.1978)
Rojstvo moštva Kitchener Rangers ( v OHA Ml.A.) v sezoni 1963/64 je potegnilo za sabo potrebo po lokalnem podmladku za Mladinsko A ligo. Hčerinsko mladinsko moštvo Greenshirts B je tako postalo vir novih talentov in je uporabljalo dvorano Kitchener Memorial Auditorium Complex za domače tekme. Leta 1969 je moštvo postalo "Kitchener Ranger B's", danes pa so znani kot Kitchener Dutchmen iz lige Midwestern Junior B Hockey League.

### NHL igralci
| - Chris Ahrens - Jerry Byers - Dave Cressman | - Jack Egers - Jim Krulicki - Gary Kurt | - Don Maloney - Joe McDonnell - Mike Robitaille | - Dan Seguin - Walt Tkaczuk - Bennett Wolf |

## Ontario Minor Hockey
Pod imenom Kitchener Greenshirts je delovalo tudi otroško moštvo v ligi OMHA. Njegovi kasnejši NHL igralci so: Kevin Miehm, Paul Reinhart, Brad Shaw in Nick Stajduhar.